# Championnat du Bhoutan de football
La  Bhutan Premier League est une compétition placée sous l'égide de la Fédération du Bhoutan de football.

## Histoire
Le championnat national est mis en place en 2012. Jusqu'en 2019, le fonctionnement reste identique : il rassemble dans une poule de six équipes les meilleures formations des différents districts du Bhoutan, dont trois pour celui de Thimphou, la capitale. En 2019, une nouvelle formule est instaurée avec un championnat à dix équipes.
Avant 2012, le championnat régional de Thimphou (la A-Division) est la compétition la mieux structurée puisqu'elle compte trois divisions avec un système de promotion-relégation. Le vainqueur de cette compétition représente le Bhoutan en Coupe du président de l'AFC. Avec la mise en place du championnat national, la A-Division redevient jusqu'en 2019 une phase qualificative pour la National League. 
À partir de 2019, le premier niveau s'appelle la Premier League, le deuxième niveau est nommé Super League et le troisième niveau Dzongkhag League.
Le vainqueur du championnat se qualifie pour le tour préliminaire de la Coupe de l'AFC.

## Palmarès
- 2012-2013 : Yeedzin Football Club
- 2013 : Ugyen Academy FC
- 2014 : Druk United
- 2015 : FC Tertons
- 2016 : Thimphu City
- 2017 : Transport United
- 2018 : Transport United
- 2019 : Paro FC
- 2020 : Thimphu City
- 2021 : Paro FC
- 2022 : Paro FC
- 2023 : Paro FC
- 2024 : Paro FC

## Total des titres
| Club                  | Nombre de Titres |
| --------------------- | ---------------- |
| Paro FC               | 5                |
| Transport United      | 2                |
| Thimphu City          | 2                |
| Druk United           | 1                |
| FC Tertons            | 1                |
| Yeedzin Football Club | 1                |
| Ugyen Academy FC      | 1                |